# العلاقات الروسية السويسرية
العلاقات الروسية السويسرية هي العلاقات الثنائية التي تجمع بين روسيا وسويسرا.

## مقارنة بين البلدين
هذه مقارنة عامة ومرجعية للدولتين:
| وجه المقارنة                                              | روسيا                                   | سويسرا                                                                                      |
| --------------------------------------------------------- | --------------------------------------- | ------------------------------------------------------------------------------------------- |
| المساحة (كم2)                                             | 17.08 مليون                             | 41.28 ألف                                                                                   |
| عدد السكان (نسمة)                                         | 146.80 مليون                            | 8.21 مليون                                                                                  |
| الكثافة السكانية (ن./كم²)                                 | 8.59                                    | 198.89                                                                                      |
| العاصمة                                                   | موسكو                                   | برن                                                                                         |
| اللغة الرسمية                                             | اللغة الروسية                           | اللغة الألمانية، اللغة الإيطالية، لغة فرنسية، اللغة الرومانشية، الألمانية السويسرية الموحدة |
| العملة                                                    | روبل روسي                               | فرنك سويسري                                                                                 |
| الناتج المحلي الإجمالي (بليون دولار)                      | 1.58 تريليون                            | 678.89 مليار                                                                                |
| الناتج المحلي الإجمالي (تعادل القوة الشرائية) بليون دولار | 3.69 تريليون                            | 518.07 مليار                                                                                |
| الناتج المحلي الإجمالي الاسمي للفرد دولار أمريكي          | 9.09 ألف                                | 80.94 ألف                                                                                   |
| الناتج المحلي الإجمالي للفرد دولار أمريكي                 |                                         | 59.54 ألف                                                                                   |
| مؤشر التنمية البشرية                                      | 0.798                                   | 0.930                                                                                       |
| رمز المكالمات الدولي                                      | +7                                      | +41                                                                                         |
| رمز الإنترنت                                              | .ru، .рф، .рус ‏، .su                    | .ch، .swiss ‏                                                                                |
| المنطقة الزمنية                                           | Magadan Time ‏، ت ع م+02:00، ت ع م+12:00 | توقيت وسط أوروبا، ت ع م+01:00، ت ع م+02:00، أوروبا/زيورخ ‏                                   |

## مدن متوأمة
في ما يلي قائمة باتفاقيات التوأمة بين مدن روسية وسويسرية:
- ترتبط موسكو مع لوزان باتفاقية توأمة منذ 16 يوليو 1991.
- ترتبط كالوغا مع Binningen, Switzerland [الإنجليزية]‏ باتفاقية توأمة منذ 1969.[18]

## منظمات دولية مشتركة
يشترك البلدان في عضوية مجموعة من المنظمات الدولية، منها:
| علم المنظمة | اسم المنظمة                        | تاريخ انضمام روسيا | تاريخ انضمام سويسرا |
| ----------- | ---------------------------------- | ------------------ | ------------------- |
|             | مؤسسة التمويل الدولية              | 12 أبريل 1993      | 29 مايو 1992        |
|             | يونسكو                             | 21 أبريل 1954      | 28 يناير 1949       |
|             | مجموعة الموردين النوويين           | ?                  | ?                   |
|             | مؤسسة التنمية الدولية              | 16 يونيو 1992      | 29 مايو 1992        |
|             | وكالة ضمان الاستثمار متعدد الأطراف | 29 ديسمبر 1992     | 12 أبريل 1988       |
|             | منظمة حظر الأسلحة الكيميائية       | ?                  | ?                   |
|             | الاتحاد الدولي للاتصالات           | 1866               | 1866                |
|             | الأمم المتحدة                      | 24 أكتوبر 1945     | 10 سبتمبر 2002      |
|             | منظمة الشرطة الجنائية الدولية      | 27 سبتمبر 1990     | ?                   |
|             | البنك الدولي للإنشاء والتعمير      | 16 يونيو 1992      | 29 مايو 1992        |
|             | منظمة الأمن والتعاون في أوروبا     | 1992               | 25 يونيو 1973       |
|             | الاتحاد البريدي العالمي            | ?                  | ?                   |
|             | منظمة التجارة العالمية             | 22 أغسطس 2012      | ?                   |
|             | الفريق المعني برصد الأرض           | ?                  | ?                   |
|             | نظام تحكم تكنولوجيا القذائف        | 1995               | 1992                |
|             | مجلس أوروبا                        | 28 فبراير 1996     | ?                   |

## أعلام
هذه قائمة لبعض الشخصيات التي تربطها علاقات بالبلدين:
- إيزابيل إيبرهارت (17 فبراير 1877[27][28] – 21 أكتوبر 1904[27][29][28])
- إيفان ديسني (ممثل سويسري، 28 ديسمبر 1922[30][31][32] – 13 أبريل 2002[30][31][32])
- فاليري بور (لاعب هوكي جليد روسي، 13 يونيو 1974 – )
- فلاديمير فوغل (ملحن سويسري، 29 فبراير 1896[33][34] – 19 يونيو 1984[33][34])
- ليونهارت أويلر (عالم رياضيات سويسري، 15 أبريل 1707[35][36][37] – 18 سبتمبر 1783[35][37][36])
- يول براينر (ممثل أمريكي، 11 يوليو 1920[38][39][40] – 10 أكتوبر 1985[41][40][42])
- يوهان يولر (27 نوفمبر 1734[43] – 17 سبتمبر 1800[43])

## وصلات خارجية
- موقع وزارة الخارجية الروسية
- موقع وزارة الخارجية السويسرية